# 南京椴
南京椴（学名：Tilia miqueliana）又称菩提椴，为锦葵科椴树属的植物。分布于日本以及中国大陆的广东、江苏、江西、安徽、浙江、河南、湖北等地，其中日本为引种栽培。野生种群生于低中海拔山区，常分布于山谷、山凹及山坡阔叶林中。
佛教天台宗祖庭浙江国清寺将南京椴作为佛教寺庙中常种植的菩提树的替代树种, 后与天台宗一起传至日本。

## 异名
- Tilia miqueliana Maxim. var. longipes P. L. Chiu